# Krakovski kongres
Krakovski kongres (poljsko: Zjazd krakowski) je bilo srečanje monarhov, ki ga je sklical poljski kralj Kazimir III. Veliki in je potekalo v Krakovu  okoli 22.-27. septembra 1364. Povod za sklic je bil zelo verjetno predlagana protiturška križarska vojna, vendar se je ukvarjal predvsem z vprašanji evropske diplomacije. V ospredju so bili miroljubni odnosi in razmerje moči v srednji Evropi ter pogajanja o skupnem odgovoru na turško nevarnost v obliki srednjeevropske zveze držav.
Udeleženci – gostje poljskega kralja so bili cesar Svetega rimskega cesarstva Karel IV., ogrski kralj Ludvik I., danski kralj Valdemar IV., ciprski kralj Peter I., mazovski vojvoda Sjemovit III., Bolko II. Świdniški,  Vladislav Opolski, avstrijski vojvoda  Rudolf IV., pomorjanski vojvoda Bogislav V., pomorjanski vojvoda Kazimir IV., bavarski vojvoda Oton V. in brandenburški volilni knez Ludvik II.
Kongres, ki je potekal v razkošnem okolju in je bil namenjenem razjazovanju  moči in bogastva poljskega kralja, je odmeval po vsej Evropi. Vključeval je znameniti banket v hiši krakovskega trgovca Mikołaja Wierzyneka, ki ga je organiziral mestni svet. Povod za praznik, ki je po besedah Jana Długosza trajal 21 dni, je bila nedavna poroka Karla IV. in Kazimirjeve vnukinje Elizabete Pomorjanske. Pomemben vir podatkov za banket v Wierzynekovi hiši je pesem Guillauma de Machauta, ki opeva dogodek.
Več razpoložljivih srednjeveških virov se ne sklada vedno glede časa in drugih vprašanj. V Krakovu sta bila verjetno dva ločena kongresa, eden leta 1363, ki je bil povezan s poroko, in drugi leta 1364, ki je bil bolj politično srečanje monarhov. Leta 1364 so bila med obravnavanimi vprašanji anžujsko nasledstvo poljskega prestola in ratifikacija mirovnega sporazuma. Oba sta, med drugimi, vključevala Ludvika I. in Karla IV., arbitrirala pa sta Kazimir III. in Bolko II.